# En otra piel
En otra piel (em português: Em outra pele) é uma telenovela estadunidense produzido pela  Telemundo Studios, que foi transmitido pela Telemundo entre 18 de fevereiro e 29 de setembro de 2014.
É baseada na telenovela El cuerpo del deseo produzida em 2005.
Foi protagonizada por María Elisa Camargo, Laura Flores e David Chocarro antagonizada por Vanessa Villela, Jorge Luis Pila e Plutarco Haza.

## Sinopse
Esta é a história de duas mulheres completamente diferentes em idade, condição social e nível cultural. Mesmo que uma não saiba nada da outra, essas duas personagens terão de compartilhar um mesmo destino trágico e sobrenatural, que as unirá depois da morte. Duas mulheres em situações e lugares muito diferentes, mas cujas mortes têm um denominador comum: haverem deixado para trás o amor e a dor de terem sido assassinadas.
A primeira é Adriana, uma simples garçonete de um bar, a quem um gangster, Carlos, quer cobrar a dívida de jogo do seu irmão. Ela se nega a ceder a suas exigências sexuais, então ele trata de abusá-la e termina matando-a. A outra, Monica Serrano, é uma pianista muito famosa, com uma grande fortuna. Viúva, com duas filhas e recém-casada com um homem mais jovem, a quem ama e acredita estar apaixonado por ela, Monica se verá traída por sua própria sobrinha e pelo homem que ama e morrerá nas mãos deles deixando suas filhas em perigo de morte.
Uma história de mistérios, amor e vinganças além da morte, em que duas almas femininas ficam unidas por um misterioso talismã e terão de compartilhar um mesmo corpo, para buscar justiça e fazer seus assassinos pagarem. As duas mulheres morrem ao mesmo tempo, mas a alma de Monica se nega a abandonar este mundo pois sabe que suas filhas ficarão em perigo.

## Elenco
- María Elisa Camargo como Adriana Aguilar / Mónica Serrano / Mónica Arriaga
- Laura Flores como Mónica Serrano
- David Chocarro[2] como Diego Ochoa
- Jorge Luis Pila como Gerardo Fonsi / Juan Gerardo Suárez
- Vanessa Villela como Elena Serrano
- Javier Gómez como Julián Larrea / Jorge Larrea
- Silvana Arias como Maite Carvajal
- Kendra Santacruz  como Camila Larrea Serrano
- Martín Barba como Ricardo Cantú
- Jonathan Freudman como Gabriel Cantú
- Marisela González como Selma Carrasco
- Karen Senties como Lorena Serrano
- Omar Germenos como Esteban Lazo
- Adrián Carvajal como Ernesto Fonsi / Ernesto Suárez
- Gloria Peralta como Marta de Cantú
- Beatriz Monroy como Vicky Andrade
- Eduardo Ibarrola como Manuel Figueroa
- Guillermo Quintanilla como Rodrigo Cantú
- Óscar Priego  como Jacinto Aguilar
- Alexandra Pomales como Valeria Martínez
- Gala Montes como Emiliana Larrea Serrano

## Prêmios e indicações
| 2014 | Premios Tu Mundo |                          |                       |          |
| 2014 | Premios Tu Mundo | Melhor telenovela        | En otra piel          | Indicado |
| 2014 | Premios Tu Mundo | Protagonista favorita    | María Elisa Camargo   | Indicado |
| 2014 | Premios Tu Mundo | Protagonista favorito    | David Chocarro        | Indicado |
| 2014 | Premios Tu Mundo | Protagonista favorito    | Jorge Luis Pila       | Indicado |
| 2014 | Premios Tu Mundo | Melhor Atriz Coadjuvante | Maricela González     | Indicado |
| 2014 | Premios Tu Mundo | Melhor Atriz Coadjuvante | Silvana Arias         | Indicado |
| 2014 | Premios Tu Mundo | Primeiro ator            | Javier Gómez          | Indicado |
| 2014 | Premios Tu Mundo | Primeiro ator            | Guillermo Quintanilla | Indicado |
| 2014 | Premios Tu Mundo | Júnior Artista Favorita  | Gala Montes           | Indicado |
| 2014 | Premios Tu Mundo | Júnior Artista Favorita  | Kendra Santacruz      | Indicado |